# Wacholderheide Hörsteloe
Wacholderheide Hörsteloe este o arie protejată (arie specială de conservare — SAC, sit de importanță comunitară — SCI) din Germania întinsă pe o suprafață de 8,67 ha, integral pe uscat.

## Localizare
Centrul sitului Wacholderheide Hörsteloe este situat la coordonatele 52°05′54″N 6°54′37″E / 52.0983°N 6.9103°E.

## Înființare
Situl Wacholderheide Hörsteloe a fost declarat sit de importanță comunitară în martie 2001 pentru a proteja un număr necunoscut de specii din flora spontană și fauna sălbatică aflate în arealul zonei. Situl a fost protejat și ca arie specială de conservare în octombrie 2010.

## Biodiversitate
Situată în ecoregiunea atlantică, aria protejată conține 2 habitate naturale: Vegetație psamofilă uscată cu pășuni deschise de Corynephorus și Agrostis, Formațiuni de Juniperus communis pe lande sau pajiști calcaroase.
La baza desemnării sitului se află un număr nedeclarat de specii protejate.
Pe lângă speciile protejate, pe teritoriul sitului au mai fost identificate 4 specii de plante.